# Jindřich II. Pobožný

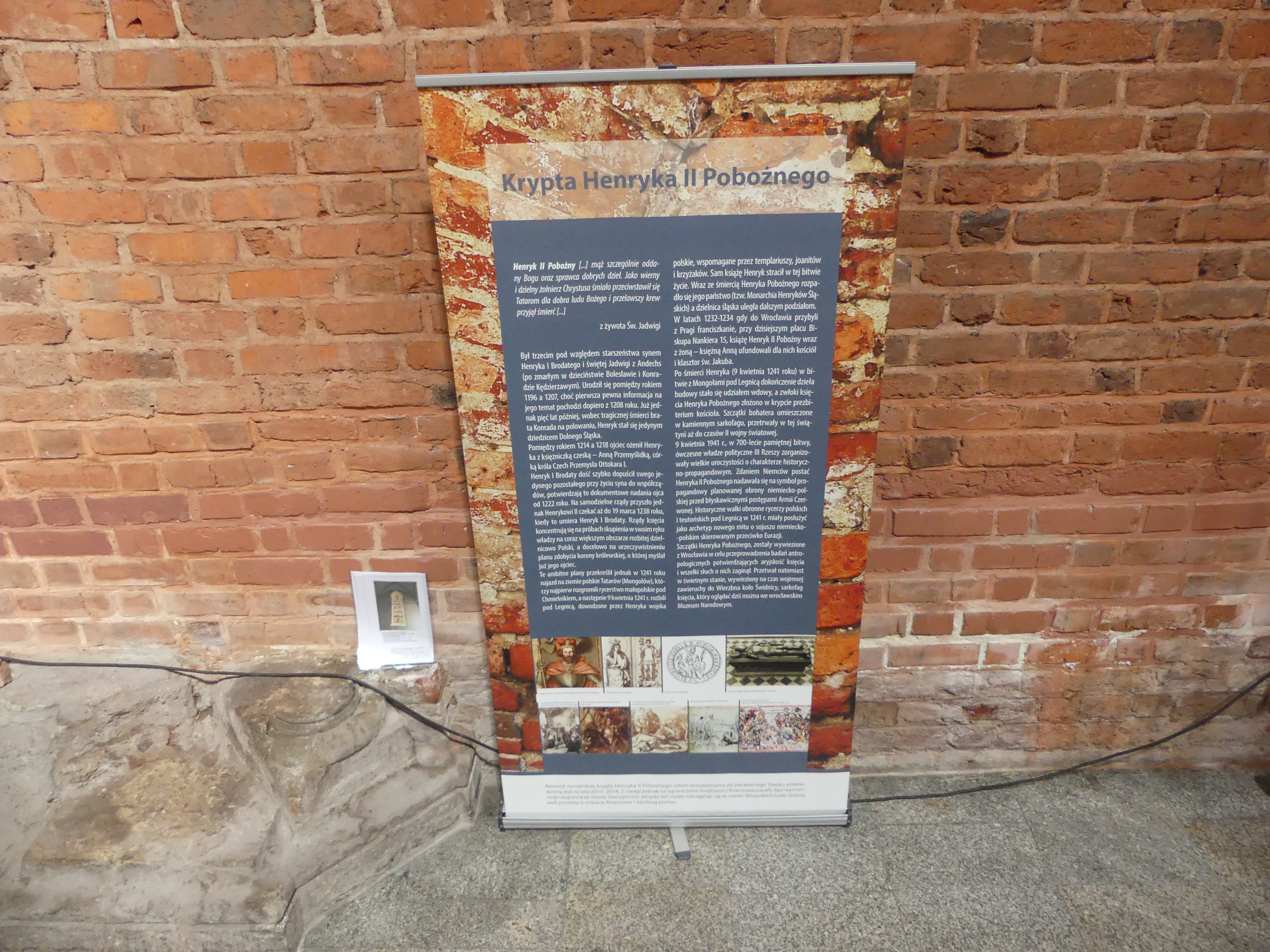
Krypta Jindřicha II. Pobožného ve Wroclawi, Polsko

Služebník Boží Jindřich II. Pobožný (polsky Henryk II Pobożny; německy Heinrich II. von Schlesien); 1196/1207 – 9. dubna 1241) byl sjednotitel a vládce Polska a slezský kníže, třetí syn Jindřicha I. Bradatého a sv. Hedviky Slezské.

## Život

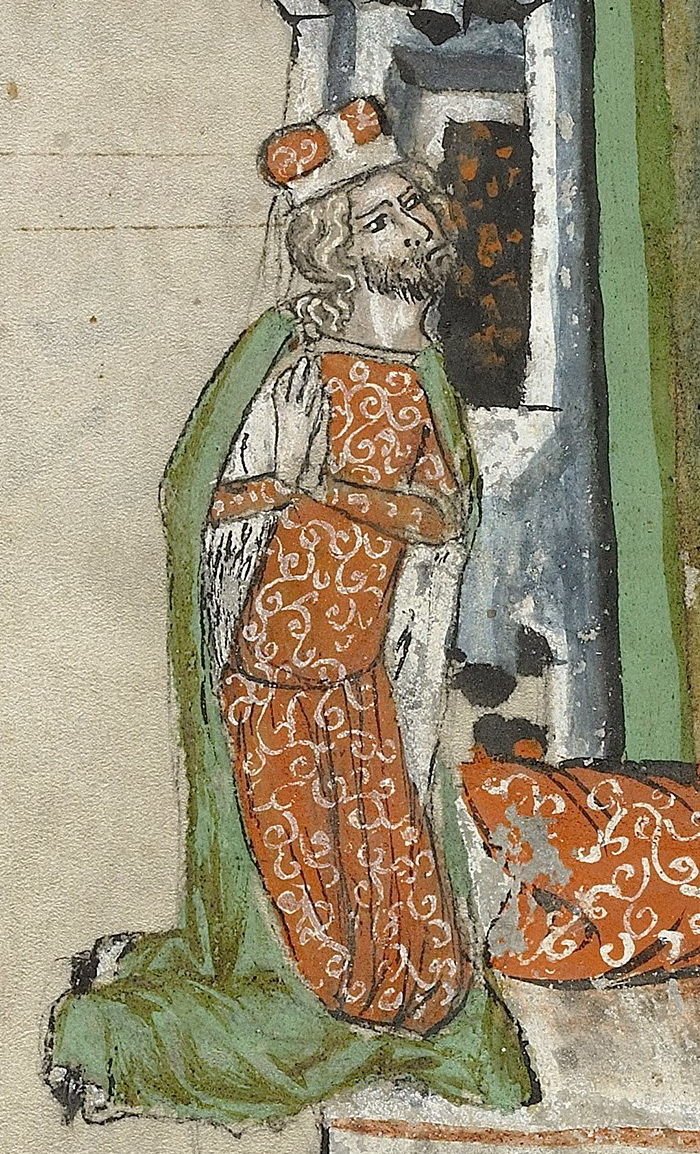
Jindřich Pobožný na středověké iluminaci

Jindřich se stal nástupcem svého otce roku 1238 a stal se nejmocnějším z piastovských knížat. Usiloval o sjednocení piastovských území a o titul polského krále. V pokračujících bojích s Vladislavem Odonicem (bojoval s ním již Jindřichův otec) roku 1239 získal další území ve Velkopolsku. Po Odoničově smrti 5. června 1239 mu připadl i zbytek Velkopolska s jeho metropolí Hnězdnem. Podařilo se mu sjednotit Slezsko, Velkopolsko a Malopolsko.
V roce 1239 Jindřich podpořil papeže Řehoře IX. v pozdějším konfliktu s císařem Fridrichem II. Byl rovněž schopný chránit svá území před braniborskými markrabaty.

### Bitva u Lehnice

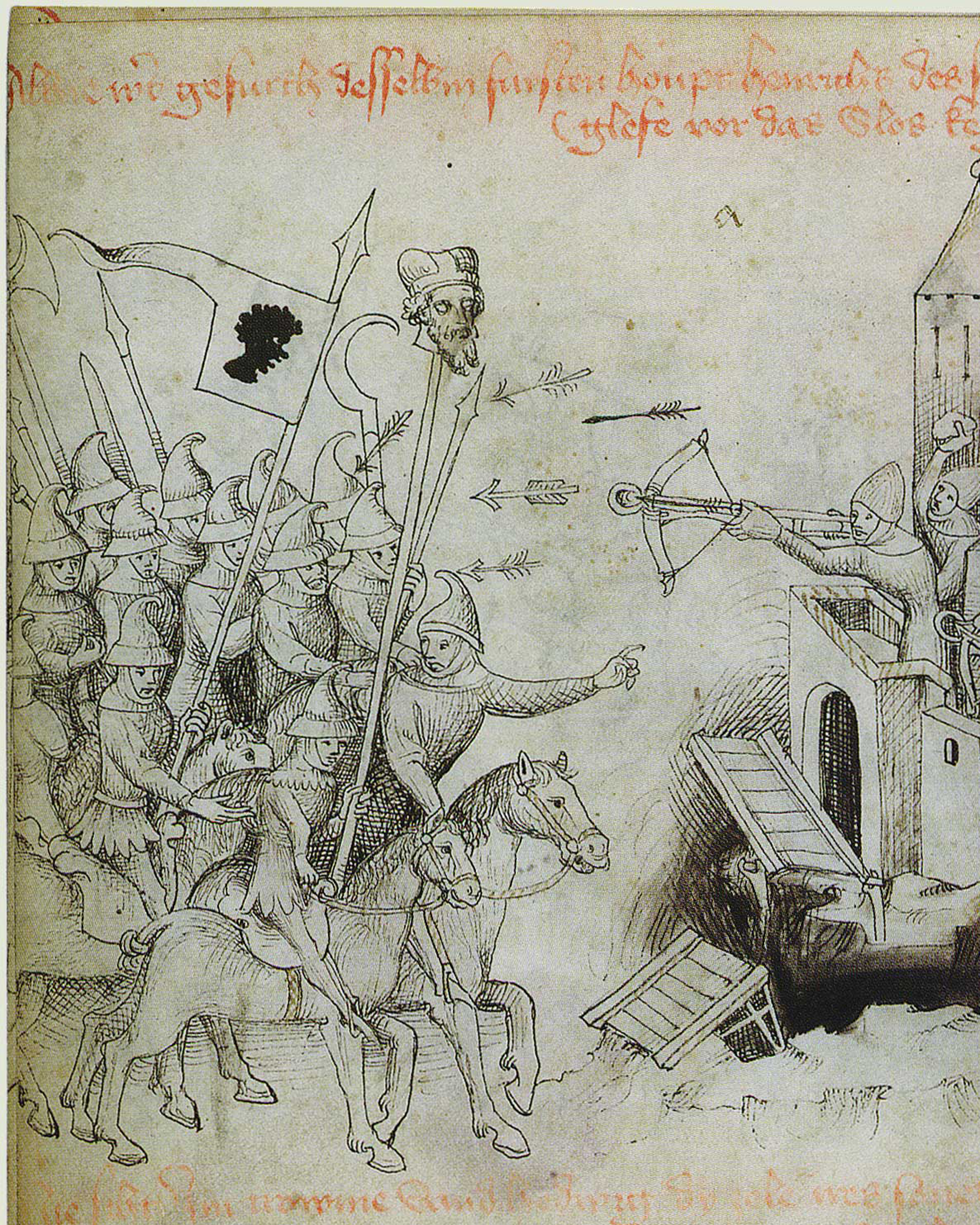
Bitva u Lehnice (dobová miniatura)

Začátkem března 1241 vtrhli do Malopolska a Slezska Mongolové. Brzy byly dobyty Sandoměř a Krakov. Další porážku utrpěli Poláci v bitvě u Chmielniku. Mongolové poté oblehli Vratislav, kterou se jim však dobýt nedařilo. Vratislavský, velkopolský a krakovský kníže Jindřich II. sebral vojsko a vyrazil proti Mongolům. Nevyčkal však na příchod svého švagra, českého krále Václava I., který spěchal se svým vojskem na pomoc.
Mongolové, kteří měli zprávy od zvědů o postupu českého krále, nechtěli dopustit spojení křesťanských armád. Proto zanechali obléhání a vyjeli naproti polskému vojsku. V bitvě u Lehnice byl Jindřich zabit, jeho tělo bylo mezi tisíci bezhlavých a zmasakrovaných mrtvých identifikováno jen podle jeho šesti prstů na levé noze.
Smrt Jindřicha Pobožného na Lehnickém poli způsobila, že rozsáhlé oblasti v jižním Polsku zůstaly mnoho let zpustošené a vylidněné. Rozpadla se „monarchie slezských Jindřichů“ a ve Slezsku vznikla řada drobných knížectví. V důsledku slibného ekonomického rozvoje se tato země stále více orientovala na politicky konsolidovaný český stát. Jindřichova smrt zároveň neumožnila sjednocení Polska už v polovině třináctého století. Zůstala po něm vdova Anna a deset dětí. V paměti zůstal slezský, velkopolský a krakovský kníže jako ideální rytíř a křesťanský vládce, což jen podtrhlo lehnickou tragédii. Pohřben byl, spolu s ostatními padlými rytíři, v minoritském kostele sv. Vincenta a sv. Jakuba ve Vratislavi.

## Manželství a potomci
Jindřichovou manželkou byla česká princezna Anna, dcera Přemysla Otakara I. Sňatek se nejspíš uskutečnil mezi lety 1214–1218. Spolu pak měli pět synů a pět dcer:
1. Gertruda (asi 1218/20 – 1247), manžel Boleslav I. Mazovský
2. Konstancie (asi 1221 – asi 1257), manžel Kazimír I. Kujavský
3. Boleslav II. Rogatka (asi 1220/25 – 1278).
4. Měšek Lubušský (asi 1223/27 – 1242).
5. Jindřich III. Bílý (1227/30 – 1266).
6. Konrád I. Hlohovský (1228/31 – asi 1274).
7. Alžběta (asi 1232 – 1265), manžel Přemysl I. Velkopolský
8. Anežka (asi 1236 – po r. 1278), abatyše
9. Vladislav Slezský (1237–1270)
10. Hedvika (asi 1238/41 – 1318), abatyše

## Kanonizační proces
Roku 2017 byly v diecézi Lehnice započaty přípravy kanonizačního procesu. Dne 23. června 2017 vydala Kongregace pro blahořečení a svatořečení tzv. Nihil obstat což znamená že nic nebrání k procesu blahořečení.